# Theodor Schnell der Ältere
Theodor Schnell der Ältere (* 15. Oktober 1836 in Rottenburg am Neckar; † 23. März 1909 in Ravensburg) war ein württembergischer Bildhauer und Kirchenausstatter des Historismus, der vor allem im südlichen Oberschwaben und in der Schweiz tätig war.

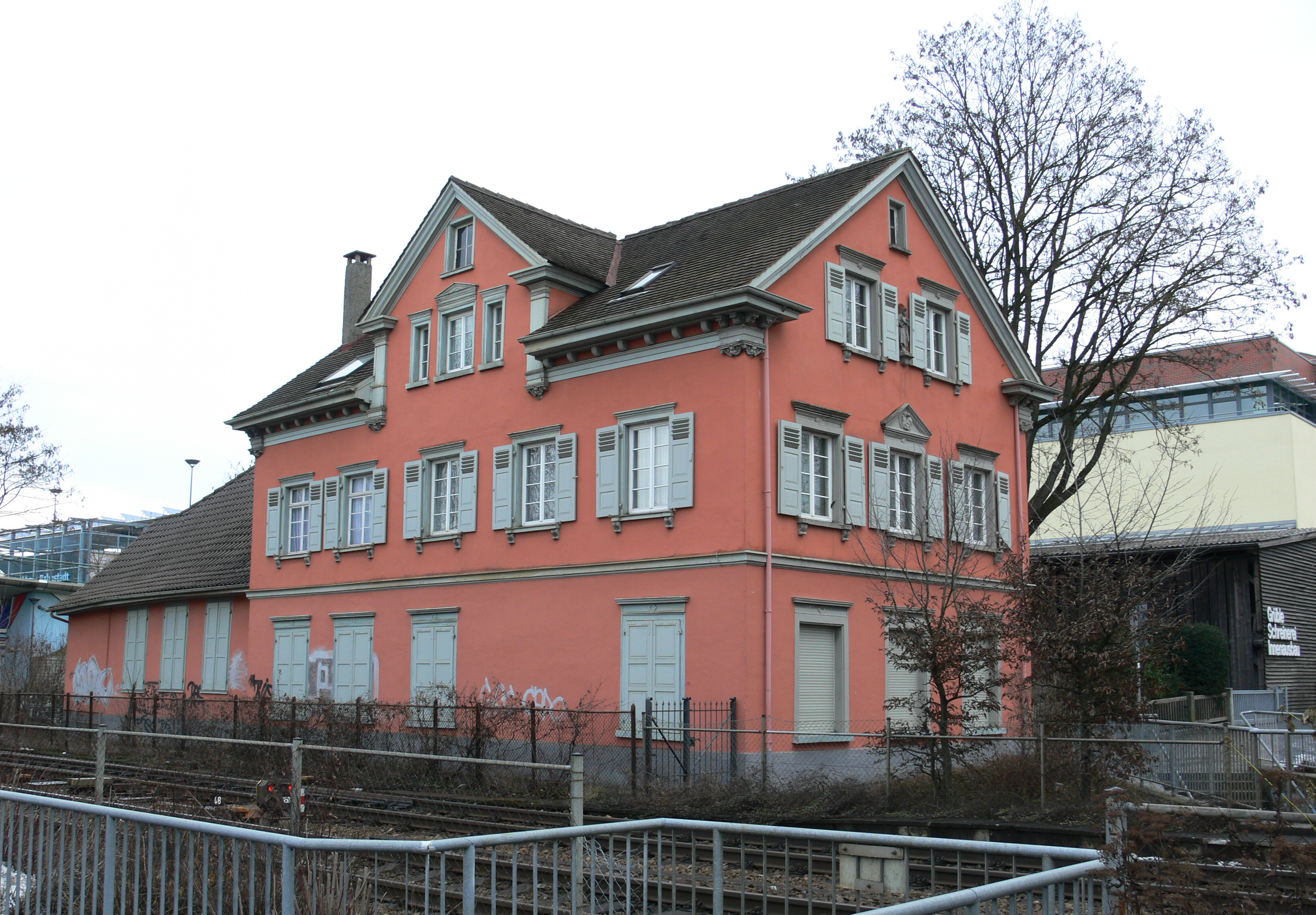
Ehemaliges „Atelier für Christliche Kunst“ von Theodor Schnell in Ravensburg

## Leben
Schnell war Leiter der Ausstattung beim neugotischen Umbau der Burg Hohenzollern. Um 1863 ließ er sich in Ravensburg nieder, da er katholisch war und deswegen nur mit Aufträgen der katholischen Kirche rechnen konnte und deswegen sich im katholischen Oberschwaben bessere geschäftliche Erfolge als im überwiegend protestantischen Zentrum Württembergs versprach, und heiratete dort seine Ehefrau, die er schon in Rottenburg kennengelernt hatte. 1864 gründete er ein „Atelier für christliche Kunst“ am Pfannenstiel in Ravensburg, in unmittelbarer Nähe zur Strecke der Südbahn, was für den Transport von Hochaltären und anderen größeren Werken vorteilhaft war.

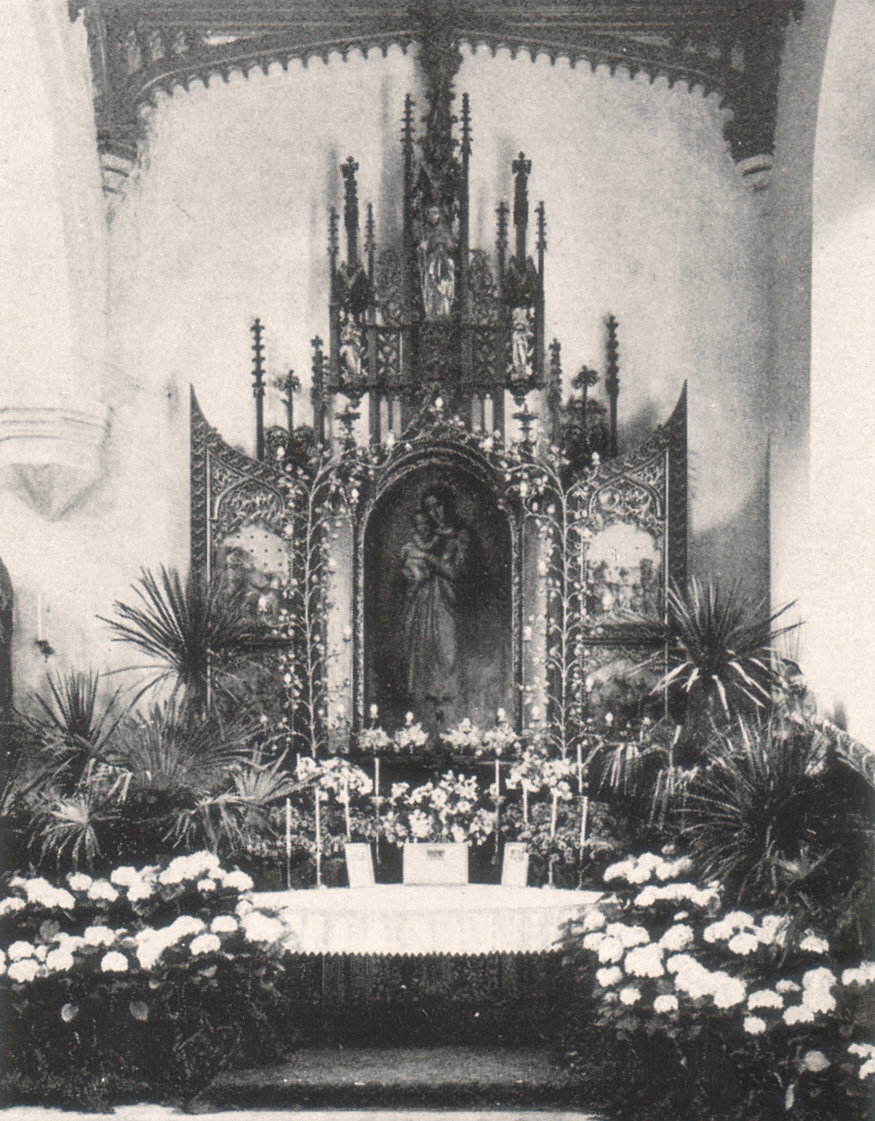
Seitenaltar der Pfarrkirche St. Jodok, Ravensburg

Erste Kirchenausstattungen entstanden für Kirchen der Ravensburger Umgebung, darunter die Pfarrkirchen von Schlier, Schmalegg, Horgenzell, Ebenweiler, Oberteuringen und Ettenkirch. Auch für die Stadtpfarrkirche in Riedlingen, den Dom seiner Heimatstadt Rottenburg am Neckar und eine Kirche in Zürich lieferte er Ausstattungsstücke. Ab 1867 fertigte er für die Ravensburger Pfarrkirche St. Jodok drei filigrane neugotische Altäre und eine aufwendig geschnitzte Holzdecke. 
In Schnells Atelier ging u. a. Moriz Schlachter in die Lehre, der zur weiteren Ausbildung nach München ging, das als eine Hauptstadt des neugotischen Altarbaus galt. Später eröffnete er ein eigenes Atelier in Ravensburg. Schnells jüngster Sohn Theodor Schnell d. J. empfing ebenfalls erste Anregungen in der väterlichen Werkstatt und ging zur Vervollständigung seiner Studien nach Stuttgart.
1891 trat Theodor Schnell d. J. in das Familienunternehmen ein und übernahm sogleich die künstlerische Federführung, 1901 übernahm er den Betrieb auch offiziell. Vermehrt lieferte das Atelier auch überregional, u. a. in die Schweiz. Nach mehreren Schlaganfällen, die seine Schaffenskraft erheblich beeinträchtigten, starb Theodor Schnell d. Ä. 1909 in Ravensburg.

## Werke
(Auswahl)
- Drei Altäre, Pfarrkirche St. Martin, Schlier, um 1863
- Hochaltar, Seitenaltäre und Holzdecke, Pfarrkirche St. Jodok, Ravensburg, ab 1864 (zerstört, Figur des Hl. Jodok erhalten)
- Chorgestühl (1878), Pfarr- und Wallfahrtskirche Mariä Geburt, Amtzell-Pfärrich (erhalten, dort auch erhaltene Werke der Werkstatt Schnells aus der Zeit nach dem Eintritt des Sohnes Theodor Schnell d. J.: Kanzel von 1893 und Predellareliefs Tod des Joseph und Haus Nazareth von 1900)
- Hochaltar, Pfarrkirche St. Urban, Ebenweiler, 1882 (erhalten)
- Hochaltar, Pfarrkirche St. Peter und Paul, Zürich-Aussersihl, 1884 (erhalten)
- Kreuzwegstationen und Ölberggruppe, „Kreuzberg“ beim Hauptfriedhof, Ravensburg, 1886–1889 (erhalten)
- Seitenaltäre und Kanzel, Pfarrkirche St. Petrus und Paulus, Friedrichshafen-Ettenkirch (zerstört, Figuren verändert erhalten)
- Hochaltar, Kapelle St. Georg, Oberteuringen-Neuhaus  (erhalten)
- Altar, Kapelle des Ritterguts Mosisgreut, Vogt (erhalten, nur zu Veranstaltungen zugänglich)
- Kreuzaltar in der Kunstsammlung der Stadt Ravensburg (erhalten, nicht ausgestellt)
- Altarfragmente in der Kunstsammlung der Stadt Ravensburg (erhalten, nicht ausgestellt)
- Altäre und andere Ausstattungsstücke für die Pfarrkirchen in Berg, Schmalegg, Horgenzell, Oberteuringen, die Stadtpfarrkirche St. Georg in Riedlingen, die Stiftskirche St. Moriz in Rottenburg am Neckar und das Spital Neutann bei Wolfegg